# 1994 Шейн
1994 Шейн (1994 Shane) — астероїд головного поясу, відкритий 4 жовтня 1961 року.
Тіссеранів параметр щодо Юпітера — 3,323.